# دانيال لافي (كاتب)
دانيال لافي (بالإسبانية: Daniel Levy)‏ هو عازف بيانو وكاتب أرجنتيني، ولد في 1947 في بوينس آيرس في الأرجنتين.

## وصلات خارجية
- الموقع الرسمي
- دانيال لافي على موقع ميوزك برينز (الإنجليزية)